# Commonwealth Games 2018/Turnen
Bei den Commonwealth Games 2018 in Gold Coast, Australien, fanden vom 5. bis 9. April 2018 im Gerätturnen 14 Wettbewerbe statt, davon acht für Männer und sechs für Frauen. Austragungsort war das Coomera Indoor Sports Centre.
Erfolgreichste Nation war England mit sechs Gold-, sieben Silber- und drei Bronzemedaillen. Nile Wilson war der erfolgreichste Teilnehmer, er gewann dreimal Gold und zweimal Silber.

## Ergebnisse

### Männer

#### Mannschaftsmehrkampf
| Platz | Land | Sportler                                                                 |
| ----- | ---- | ------------------------------------------------------------------------ |
| 1     | ENG  | Courtney Tulloch James Hall Dominick Cunningham Max Whitlock Nile Wilson |
| 2     | CAN  | Zachary Clay Cory Paterson René Cournoyer Jackson Payne Scott Morgan     |
| 3     | SCO  | Frank Baines Hamish Carter Kelvin Cham David Weir Daniel Purvis          |

Datum: 5. April 2018

#### Einzelmehrkampf
| Platz | Land | Sportler        |
| ----- | ---- | --------------- |
| 1     | ENG  | Nile Wilson     |
| 2     | ENG  | James Hall      |
| 3     | CYP  | Marios Georgiou |

Datum: 7. April 2018

#### Barren
| Platz | Land | Sportler        |
| ----- | ---- | --------------- |
| 1     | CYP  | Marios Georgiou |
| 2     | ENG  | Nile Wilson     |
| 3     | SCO  | Frank Baines    |

Datum: 9. April 2018

#### Boden
| Platz | Land | Sportler        |
| ----- | ---- | --------------- |
| 1     | CYP  | Marios Georgiou |
| 2     | CAN  | Scott Morgan    |
| 3     | SCO  | Daniel Purvis   |

Datum: 8. April 2018

#### Pauschenpferd
| Platz | Land | Sportler         |
| ----- | ---- | ---------------- |
| 1     | NIR  | Rhys McClenaghan |
| 2     | ENG  | Max Whitlock     |
| 3     | CAN  | Zachary Clay     |

Datum: 8. April 2018

#### Reck
| Platz | Land | Sportler      |
| ----- | ---- | ------------- |
| 1     | ENG  | Nile Wilson   |
| 2     | CAN  | Cory Paterson |
| 3     | ENG  | James Hall    |

Datum: 8. April 2018

#### Ringe
| Platz | Land | Sportler         |
| ----- | ---- | ---------------- |
| 1     | ENG  | Courtney Tulloch |
| 2     | ENG  | Nile Wilson      |
| 3     | CAN  | Scott Morgan     |

Datum: 8. April 2018

#### Sprungtisch
| Platz | Land | Sportler            |
| ----- | ---- | ------------------- |
| 1     | AUS  | Christopher Remkes  |
| 2     | ENG  | Courtney Tulloch    |
| 3     | ENG  | Dominick Cunningham |

Datum: 9. April 2018

### Frauen

#### Mannschaftsmehrkampf
| Platz | Land | Sportlerinnen                                                                  |
| ----- | ---- | ------------------------------------------------------------------------------ |
| 1     | CAN  | Ellie Black Shallon Olsen Isabela Onyshko Brittany Rogers Jade Chrobok         |
| 2     | ENG  | Georgia-Mae Fenton Lucy Stanhope Alice Kinsella Kelly Simm Taeja James         |
| 3     | AUS  | Georgia Rose Brown Alexandra Eade Georgia Godwin Rianna Mizzen Emily Whitehead |

Datum: 6. April 2018

#### Einzelmehrkampf
| Platz | Land | Sportlerin     |
| ----- | ---- | -------------- |
| 1     | CAN  | Ellie Black    |
| 2     | AUS  | Georgia Godwin |
| 3     | ENG  | Alice Kinsella |

Datum: 7. April 2018

#### Boden
| Platz | Land | Sportlerin     |
| ----- | ---- | -------------- |
| 1     | AUS  | Alexandra Eade |
| 2     | WAL  | Latalia Bevan  |
| 3     | CAN  | Shallon Olsen  |

Datum: 9. April 2018

#### Schwebebalken
| Platz | Land | Sportlerin         |
| ----- | ---- | ------------------ |
| 1     | ENG  | Alice Kinsella     |
| 2     | AUS  | Georgia Rose Brown |
| 3     | ENG  | Kelly Sim          |

Datum: 9. April 2018

#### Sprungtisch
| Platz | Land | Sportlerin      |
| ----- | ---- | --------------- |
| 1     | CAN  | Shallon Olsen   |
| 2     | CAN  | Ellie Black     |
| 3     | AUS  | Emily Whitehead |

Datum: 8. April 2018

#### Stufenbarren
| Platz | Land | Sportlerin         |
| ----- | ---- | ------------------ |
| 1     | ENG  | Georgia-Mae Fenton |
| 2     | CAN  | Brittany Rogers    |
| 3     | AUS  | Georgia Godwin     |

Datum: 8. April 2018

## Medaillenspiegel
| Platz | Land       | Gold | Silber | Bronze | Gesamt |
| ----- | ---------- | ---- | ------ | ------ | ------ |
| 1     | England    | 6    | 7      | 3      | 16     |
| 2     | Kanada     | 3    | 5      | 3      | 11     |
| 3     | Australien | 2    | 2      | 3      | 7      |
| 4     | Zypern     | 2    | —      | 1      | 3      |
| 5     | Nordirland | 1    | —      | —      | 1      |
| 6     | Wales      | —    | 1      | —      | 1      |
| 7     | Schottland | —    | —      | 3      | 3      |